# Stoned Immaculate: The Music of The Doors
Stoned Immaculate: The Music of The Doors es un álbum tributo a la banda The Doors, del año 2000, en donde Aerosmith, The Cult y Stone Temple Pilots, entre otros tocan temas del grupo en forma de tributo.
También se pueden apreciar nuevas canciones, tales como "Under Waterfall" y "The Cosmic Movie", donde se usa la nueva tecnología de edición digital y sampleo.
Otros de los artistas consagrados que entraron en el tributo fueron Bo Diddley y John Lee Hooker, cantando Love Her Madly y Roadhouse Blues (con coros de Jim Morrison), respectivamente. Otro tema incluye al escritor William Burroughs recitando poesía de Jim Morrison.
Todas las canciones cuentan con las colaboraciones musicales de Ray Manzarek, Robby Krieger y John Densmore.

## Lista de canciones
Todas las canciones escritas y compuestas por The Doors.
1. «Break on Through (To the Other Side)» - Stone Temple Pilots
2. «Riders on the Storm» - Creed
3. «Light My Fire» - Train
4. «Peace Frog» - Smash Mouth
5. «L.A. Woman» - Days of the New
6. «Love Me Two Times» - Aerosmith
7. «Under Waterfall» - The Doors
8. «Wild Child» - The Cult
9. «Roadhouse Rap» - Jim Morrison
10. «Roadhouse Blues» - Jim Morrison/John Lee Hooker
11. «Is Everybody In?» - William S. Burroughs
12. «Hello, I Love You» - Oleander
13. «Touch Me» - Ian Astbury
14. «Children Of Night» - Perry Farrell & Exene
15. «Love Her Madly» - Bo Diddley
16. «The Cosmic Movie» - The Doors
17. «The End» - Days of the New

- Datos: Q761511